# Ponte Suada e Olga
Il Ponte Suada e Olga (in bosniaco, croato e serbo: Most Suade i Olge / Мост Суаде и Олге), in passato chiamato Vrbanja, è un ponte di Sarajevo sul fiume Miljacka.

## Storia
La denominazione attuale è commemorativa di Suada Diliberović e Olga Sučić, una studentessa e una pacifista, la prima di origine bosgnacca la seconda croata, che vennero uccise il 5 aprile 1992 da un cecchino che agì dalle zone controllate dai serbi sul ponte all'inizio dell'assedio di Sarajevo. In un primo momento il ponte venne nominato "Most Suade Dilberović" (Ponte Suada Dilberović); per essere successivamente rinominato come "Most Suade i Olge" (Ponte Suada e Olga) il 3 dicembre 1999.
Anche in seguito il ponte fu luogo di eventi bellici ad alto impatto mediatico: il 19 maggio 1993, sotto i colpi dei cecchini, vi trovarono la morte due fidanzati di una coppia interetnica, Admira Ismić e Boško Brkić, in circostanze che attrassero l'attenzione del mondo per l'assedio appena iniziato.
Sullo stesso ponte fu colpito a morte il pacifista italiano Gabriele Moreno Locatelli il 3 ottobre dello stesso anno.
Oggi troviamo sul ponte una targa commemorativa in ricordo di queste vittime innocenti, che recita "Kap moje krvi poteče i Bosna ne presuši" ("Una goccia del mio sangue scorre e la Bosnia non diventerà arida").